# Parduin

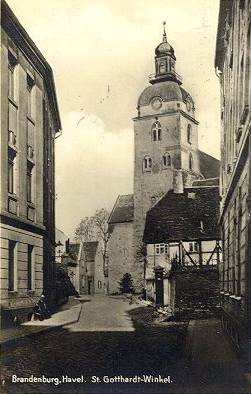
St. Gotthardtkirche, gesehen von der Rathenower Straße durch die Straße Gotthardtwinkel

Aus der Siedlung Parduin (ndd. Flussarm, gesprochen pardün oder parduhn) entstand in der slawisch-deutschen Übergangsphase im 12. und 13. Jahrhundert die Altstadt Brandenburg.

## Entstehung im slawischen 12. Jahrhundert
Der zentralörtliche Fürstensitz Brandenburg des Stammes der Stodoranen/Heveller verfügte auf seinem durch inselartige Wasserlage geschützten Standort, der späteren Dominsel, auch über das übliche Suburbium, den Wohn- und Arbeitsplatz der nicht zur unmittelbaren Burgbesatzung Gehörigen, mit Werk- und Handelsstätten und Wohnungen für die der Burg zu Dienst Verpflichteten. Als der Raum auf der Insel zu klein geworden war, wurde auf dem gegenüberliegenden nördlichen Havelufer um 1100 neben der später Altstädter Kietz genannten slawischen Dienstsiedlung eine neue Siedlung angelegt, die durch die Insel vermutlich mit einer Brücke verbunden war, die allerdings erst 1187 bzw. 1216 als „antiquus pons“ erwähnt wird.

## Slawisch-frühdeutsche Übergangsphase
Als ältestes Siedlungselement erscheint wohl noch vor 1147 die Kirche St. Gotthardt, ein Prämonstratenser-Stift. Die hier gelegene Siedlung (Suburbium) trug zur selben Zeit auch den Ortsnamen Parduin. Dessen erstmalige selbstständige Erwähnung 1166 und die Existenz der Gotthardkirche verweisen auf eine topographische Eigenständigkeit, die sich vom allgemeinen „suburbium Brandenburg“ (mit sechs Kietzen) deutlich abhebt. 
1187 wird der Parduin als villa forensis bezeichnet, also als „Marktsiedlung“ frühdeutscher Zeit, die in die mittelalterliche Altstadt Brandenburg übergeht. Die Ansiedlung der Prämonstratenser, eines Seelsorgerordens, deutet darauf hin, dass bereits in vordeutscher Zeit eine christliche Gemeinde zu versorgen war. Nach alledem könnte der Parduin als in slawischer Zeit entstandene Siedlung deutscher, vor allem sächsischer Kaufleute gedeutet werden. Ob allerdings der gesamte Siedlungskomplex – wegen seiner slawischen Funde und wegen der Berufung einer Chorherrengemeinschaft – insgesamt eine Kaufmannssiedlung mit genossenschaftlicher Kirche war, bleibt zweifelhaft. Manches spricht eher dafür, dass sich fremde Kaufleute in vordeutscher Zeit einfach unmittelbar neben einer Erweiterung des slawischen Suburbiums niedergelassen haben und ihren Teil mit einem eigenen deutschen Namen versehen haben. Es gab in der Nähe einen früh wüst gefallenen Ort Krakow, dessen slawischer Name ebenfalls die Bedeutung „Ort am Flussarm“ hatte (es gibt zahlreiche Parallelfälle solcher Namensübernahmen).
Es zeigt sich somit gegenüber dem stammesfürstlichen Burgwall auf der später so genannten Dominsel eine Art nördlicher Brückenkopf, der sich aus einem slawischen Siedlungsteil und einer Siedlung (Parduin) mit deutschen Bewohnern (Kaufleuten und Geistlichen) zusammensetzte, der vielleicht schon in spätslawischer Zeit Marktfunktionen erfüllte, wie diese für die frühdeutsche Zeit eindeutig nachgewiesen sind.

## Frühdeutsche Zeit
Die Altstadt Brandenburg ist gewissermaßen aus der villa forensis Parduin herausgewachsen. Villa forensis ist in der Frühzeit ein Ort, der Marktfunktionen erfüllt und ein besonderes lokales Marktrecht genießt (ius fori), der aber noch nicht in allen Bereichen zur Stadt geworden war. St. Gotthardt wurde zur einzigen Pfarrkirche der erweiterten Stadt. Schon 1174/76 erscheint Parduin als civitas; in ihr werden areae, also die üblichen städtischen Besitzeinheiten, genannt. Allem Anschein nach bestand schon ein Heiliggeist-Spital. Der Markt liegt im Zentrum, ein Kennzeichen für den neuen Typ der Stadt. Während des 13. Jahrhunderts werden beide Siedlungsteile gemeinsam umwehrt. Damit war die mittelalterliche (Alt)Stadt Brandenburg entstanden. Der Straßenname Parduin, zwischen dem Altstädter Markt und der Rathenower Straße, erinnert noch heute an die alte Ortsbezeichnung.

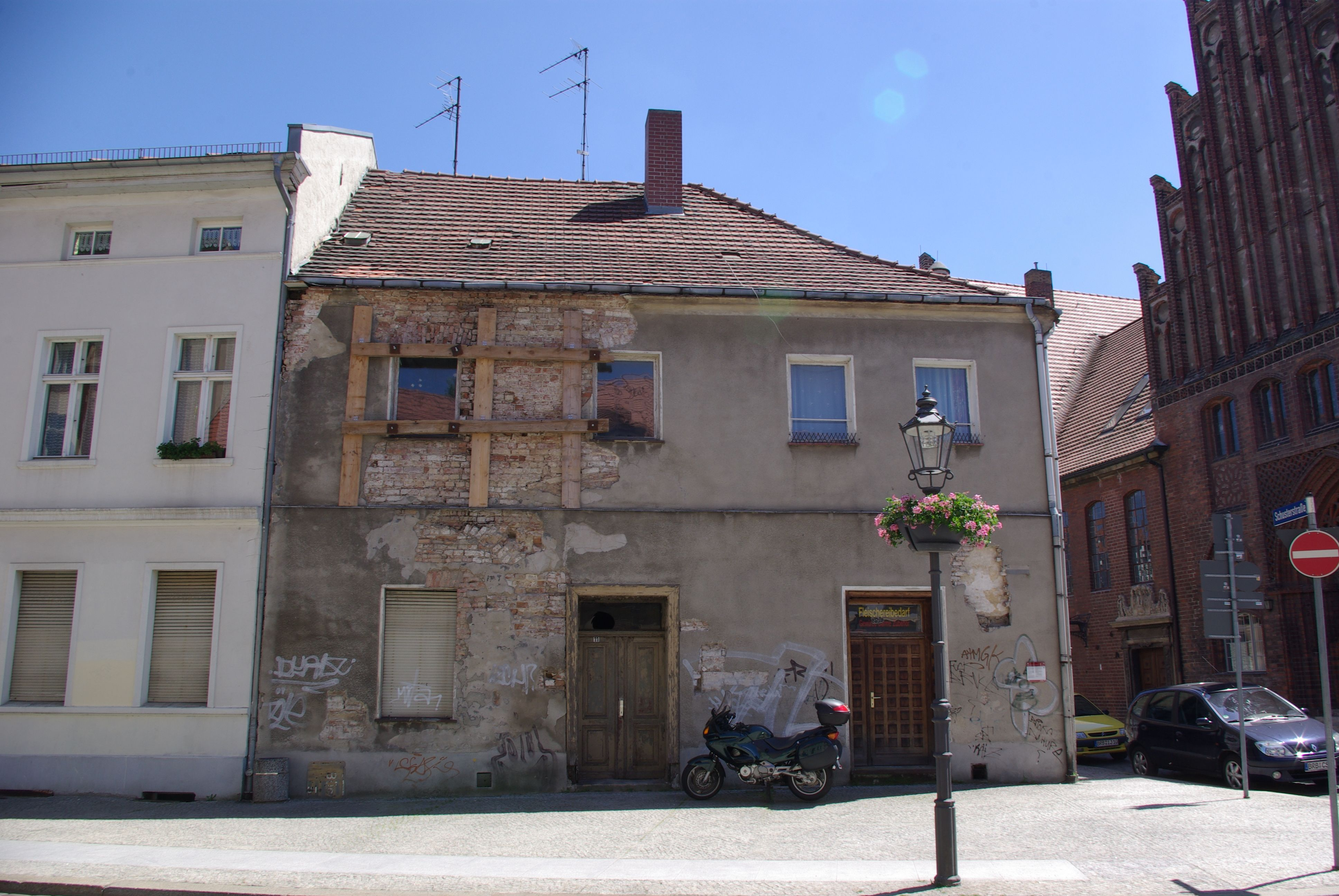
Parduin Nr. 11, rechts das Altstädtische Rathaus

## Siedlungsgeschichtliches Fazit
Lange Zeit galt als Stadt nur ein Ort, dem deutsches Stadtrecht verliehen worden war. Aber auch in nichtdeutschen Ländern gab es Orte, die unabhängig vom formalen deutschen Marktrecht städtische Funktionen in vergleichbarer Weise erfüllten. Winfried Schich hat in seiner grundlegenden Arbeit (siehe Literatur) am Beispiel u. a. des Parduin (aber auch Jüterbog, Spandau und  Prenzlau) festgestellt, dass solche slawischen Frühstädte in topographischer Hinsicht als vielgestaltige, dicht besiedelte, teilweise befestigte Orte zweifellos als Siedlung städtischer Art bezeichnet werden dürfen, selbst wenn nicht alle wesentlichen Siedlungsteile in ihrer früheren Struktur gesichert sind. Auch am Beispiel des Parduin zeigt sich entwickeltes Handwerk, Einbeziehung in den Fernhandel und Nahmarktbeziehungen. Der Parduin zeigte zentralörtlicher Funktionen: Sitz der Verwaltung und des Kultes. Der ständige Wohnsitz eines Herrn, eine Kultstätte von überörtlicher Bedeutung und der Anschluss an den Fernhandel: das sind die wichtigsten Voraussetzungen für die frühstädtische Entwicklung im Mitteleuropa. Ein besonderes Recht („Stadtrecht“) für den beschriebenen Siedlungskomplex gab es aber noch nicht.